# Brennik (przystanek kolejowy)
Brennik – nieistniejący przystanek osobowy w Brenniku, w województwie dolnośląskim, w Polsce.